# Павсаний (географ)
Павса́ний (греч. Παυσανίας, лат. Pausanias) — древнегреческий писатель и географ II века, автор своего рода античного путеводителя «Описание Эллады».
Павсаний, видимо, выходец из Лидии. Такое мнение основано на фразе из его сочинения «Описание Эллады», где он замечает, что мифические герои Пелоп и Тантал жили в его стране (5.13.7), то есть в Лидии.
Время его жизни — 2-я половина II века — определяется по упоминанию им войн римского императора Марка Аврелия.

## Произведения
Его единственный известный труд, «Описание Эллады» (Περιήγησις τῆς Ἑλλάδος, принятый латинский перевод Graeciae descriptio), разбит на 10 глав по названиям греческих областей:
Аттика, Коринф, Лакония, Мессения, Элида (1), Элида (2), Ахайя, Аркадия, Беотия и Фокида.
Труд представляет собой путеводитель по наиболее достопримечательным памятникам Древней Греции с описанием и сопутствующими легендами, в которых содержатся ценные исторические сведения, нередко заменяя собой утраченные первоисточники. Павсаний ничего не придумывает в отличие от многих античных авторов, но просто описывает то, что видел своими глазами и слышал от местных жителей, а если добавляет что-то от себя, то указывает на это. К мифологическим сказаниям Павсаний относится с простодушным доверием. Язык Павсания очень далёк от образцов классической прозы: предложения отрывочные, не совсем ясные по смыслу, повторяются одни и те же слова и обороты. Определённо Павсаний побывал также в Риме и, вероятно, в Палестине.
Как отмечают, он стал воссоздателем направления, пришедшего в упадок на исходе старой эры, — жанра периэгезы (описания достопримечательностей какой-либо страны). Его целью было описание того, «что не попало в историю», а не повторение сведений, о которых «уже было хорошо сказано» до него.
Среди множества вопросов истории Древней Греции Павсания интересовали два: почему греки утратили свободу и каково быть потомками более славных предков.
В топографическом отношении «Описание Эллады» до сих пор может служить путеводителем. Генрих Шлиман при открытии царских гробниц в Микенах руководствовался указаниями Павсания.
Впервые его путевые заметки на древнегреческом изданы в 1516 году в Венеции.

## Интересные факты
Книга для детей советской писательницы Л. Ф. Воронковой «Мессенские войны» (1967, 2-е изд.: 1983) практически полностью основана на отдельных главах сочинения Павсания, повествующих о Беотии, Мессини, Лаконии, Спарте и др. Фактически эта книга является пересказом его «Описания Эллады».

## Тексты и переводы
- В серии «Loeb classical library» сочинение издано в 5 томах (том V составляют материалы) под № 93, 188, 272, 297, 298 в пер. Джоунса.
- В серии «Collection Budé» опубликованы кн. 1, 4-8.

Русские переводы:
- Павсаний, или Павсаниево описание Еллады, то есть Греции. / Пер. И. Сидоровского и М. Пахомова. В 3 ч. СПб., 1788—1789. Ч. 1. 1788. 520 стр. Ч. 2. 1788. 440 стр. Ч. 3. 1789. 247 стр.
- Павсания Описание Эллады, или Путешествие по Греции во II веке по Р. Х. / Пер. Г. Янчевецкого. — СПб.: Кн. маг. П. В. Луковникова, 1887-1889. — 840 с.
- Павсаний. Описание Эллады. В 2 т. = Ἑλλάδος περιήγησις / Пер. С. П. Кондратьева. — М.: Искусство, 1938. — Т. 1. — 364 с. — 3000 экз.; 1940. — Т. 2. — 592 с. текст
  - 2-е изд., стереот. М.: Ладомир, 1994.
  - 3-е изд., испр. Пер. С. П. Кондратьева под ред. Е. В. Никитюк. Отв. ред. Э. Д. Фролов. В 2 т. СПб.: Алетейя, 1996.
  - 4-е изд. (Серия «Классическая мысль»). М.: АСТ-Ладомир, 2002. Т. 1. 496 стр. Т. 2. 2002. 512 стр.

## Издание сочинений
- Павсаний. Описание Эллады: в переводе С. П. Кондратьева по изданию: «Павсаний. Описание Эллады.» В 2 т. М.-Л., 1939—1940.
- Текст и английский перевод
- Библиография